# Илије Боложан
Илије Гаврил Боложан (Ваду Кришулуј, 17. март 1969) је румунски политичар, тренутно на фукнцији премијера Румуније. Претходно је био вршилац дужности председника Румуније од фебруара до маја 2025. године. Он је сенатор из Бихора изабран 2024. године на листама Национално-либералне партије (ПНЛ) и бивши председник Сената Румуније.
Претходно, након локалних избора 27. септембра 2020. године, био је председник Већа жупаније Бихор, до избора у Сенат 2024. године. У периоду 2008−2020. био је градоначелник Великог Варадина (изабран три пута).

## Биографија
Илије Боложан је завршио математичко-физичку гимназију „Емануил Гојду” у Великом Варадину 1987. године и студирао механику (1988−1993) и математику (1990−1993) на Политехничком институту „Трајан Вуја” у Темишвару. Постао је члан Национално-либералне партије (ПНЛ) 1993. године.
Румунски председник Клаус Јоханис је 10. фебруара 2025. објавио оставку која је заказана за 12. фебруар 2025. године. Илије Боложан постао је вршилац дужности председника Румуније и обављаће дужност док се нови председник не изабере на председничким изборима у Румунији 2025. године.